# Benínar

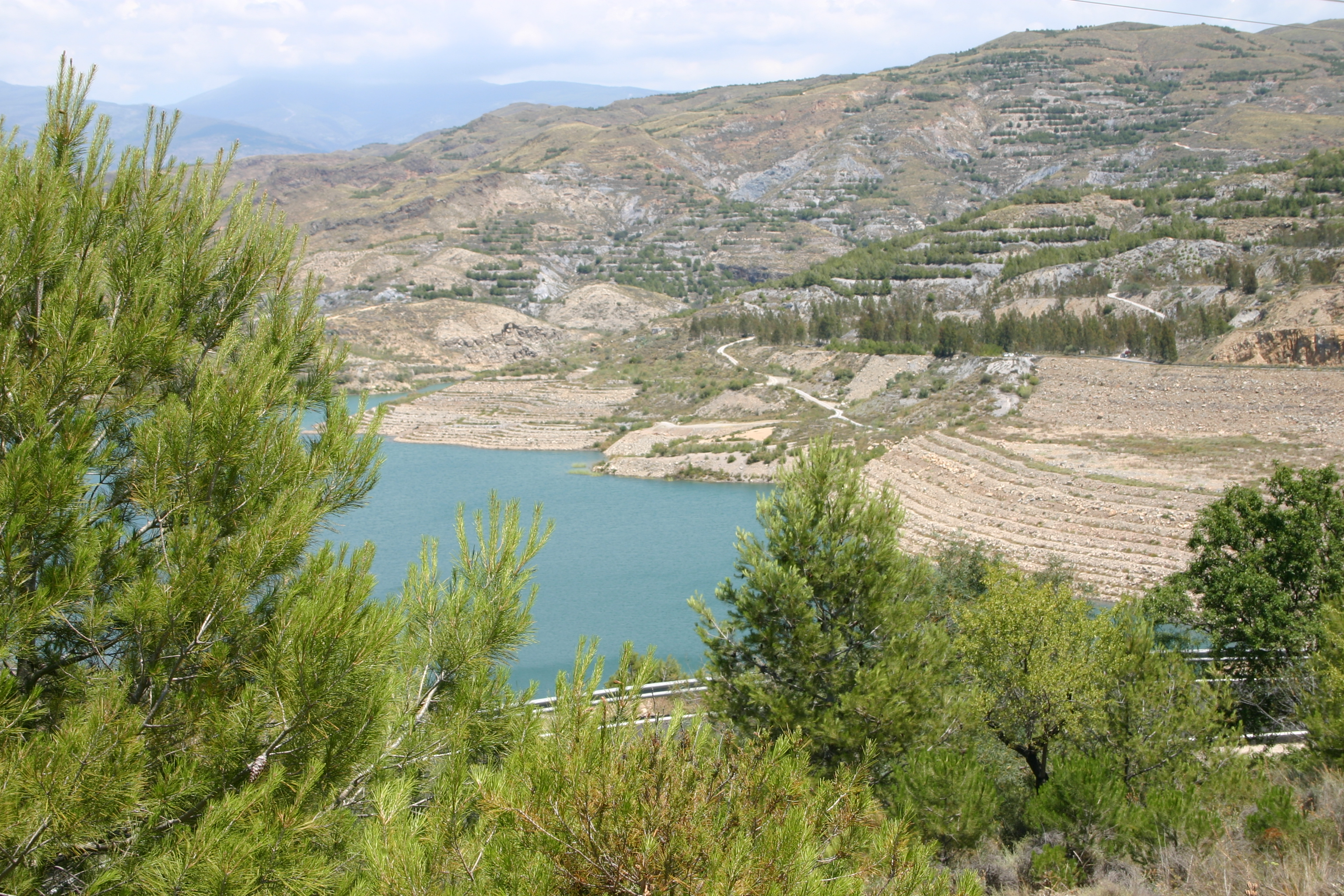
El pantano de Benínar. Debajo de estas aguas se encontraba el pueblo de Benínar

Benínar es un despoblado del municipio español de Berja, en la provincia de Almería, situado actualmente bajo las aguas del pantano de Benínar. Del antiguo pueblo solamente han quedado en pie su pedanía, Hirmes, y algunos cortijos, como los de la Veguilla de Cintas. Desde 1984 depende administrativamente del municipio de Berja.
Benínar estaba situado sobre una ladera, en el valle del río Grande de Adra, entre Sierra Nevada, la sierra de Gádor y la sierra de la Contraviesa. Su orografía era muy abrupta, combinando en su tiempo una fértil vega con amplias zonas de pastos comunales.
Antes de su integración en Berja, limitaba con los términos municipales de Turón —en Granada—, Darrícal y la propia Berja.

## Origen etimológico
La palabra Benínar es muy sugerente, ya que procede de la castellanización de la expresión del árabe clásico '"Hijo del fuego", que se pronuncia "Ibn-annaar", donde "Ibn" (se lee "iben", con una e breve) significa "hijo", mientras que "annaar" significa "el fuego" cuando está aislada y "del fuego" cuando está junto a "Ibn". En letras arábigas se escribe de la siguiente forma: 
Cuando "Ibn" (que es singular) se asocia a una comunidad de personas del tipo clan, tribu, patria, se convierte en plural, siendo ahora "Banou" (se pronuncia "benu"), "Abnaa" (se pronuncia "benna") o "Bani" (se pronuncia "Beni") Por ejemplo las personas de la provincia de Málaga (los malagueños) en árabe se llamarían "Beni-málaga".
Cuando "Ibn" (que es singular) se asocia a una comunidad de personas del tipo clan, tribu, patria, se convierte en plural, siendo ahora "Banou" (se pronuncia "benu"), "Abnaa" (se pronuncia "benna") o "Bani" (se pronuncia "Beni") Por ejemplo las personas de la provincia de Málaga (los malagueños) en árabe se llamarían "Beni-málaga".
Si "Ibn", hijo, se asocia a una relación familiar, el plural que representa a los descendientes de esa familia se escribe castellanizado "Ben", sin la "i" o "Aben". Por ejemplo, en la revolución de los moriscos, el marqués Don Fernando de Válor, perteneciente a la familia de los "Omeyas" o "Humeyas", se nombra "Aben-Humeya".
Si "Ibn", hijo, se asocia a un término que no es referente a un clan o a una relación familiar se comporta como en el caso de los clanes o tribus, pero con la particularidad de que en muchos ocasiones aparece una discordancia en el género. Es el caso de la expresión "Hijo del fuego", que es correcta en árabe clásico y en español; pero la expresión "Hijos del fuego" es malsonante en el árabe clásico (asocia un plural, hijos, a una singularidad, fuego), aunque es correcto en el español y en el árabe andalusí.
En aquellos tiempos, los moriscos no hablaban el árabe clásico, sino un dialecto andalusí, en el que el término "Ibn", singular, en plural es "Beni", pero sin importar nada asociarlo a una singularidad como "annaar" (el fuego). Es decir, los habitantes de Benínar y su pueblo, se pronunciaba así: "Beni-annaar" con el acento en la última "a". No importaba, por tanto, la discordancia, ya que un árabe de Arabia diría necesariamente "Ibn-annaar" (Hijo del fuego), mientras que el morisco preferiría decir "Beni-annaar" (Hijos del fuego)
La castellanización final se llevó a cabo transformando estructuras sonoras difíciles de pronunciar, en otras más suaves y mejor adaptadas al oído castellano: el sonido "nn" sonoro entre vocales se transforma en un sonido más sordo de una sola "n", y pasando la estructura "an" a desaparecer y pronunciarse solamente la "i" precedente. La "a" larga, que hemos representado por "aa" pasa a la "a" corta del castellano, ya que el sonido largo no es habitual en nuestro idioma. El acento agudo, en la sílaba "ar" pasa a ser llano en la nueva "i" generada.
El resultado es el que ya conocemos: Benínar, más fácil de pronunciar y más suave al oído.

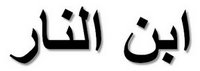
Benínar en caligrafía árabe

## Historia

### Prehistoria e Historia Antigua
Los yacimientos arqueológicos más antiguos hasta ahora encontrados son de finales del Neolítico, de la Edad del Cobre, de hace 5000 años, nos encontramos:
-Asentamiento del Tajo de Cantamudos. Se encontró una estructura de planta circular de 17,5 metros de diámetro rodeado de un muro de piedra de 1,5 metros de espesor. Se encontraron restos de cerámica.
-Asentamiento del Cerrillo de la Gobernadora. Se piensa que fue un asentamiento temporal. Se encontraron fragmentos de cerámica (platos, ollas).
-Cerrillo de la Hoya Cuenca. Se encontró un taller de fabricación de brazaletes en filitas, hojas de sílex, un hacha pulimentada de mármol blanco y diversos trozos de cerámica.
Después hay un vacío en el tiempo, hasta llegar a los romanos (siglo I d. C.), se encontró un fragmento de cerámica Terra Sigillata Hispánica en El Llano que, posiblemente por ella pasaba una cañada real que comunicaba los pastos del Campo de Dalías con Sierra Nevada. De la misma época es también el camino romano que al pasar por Peñarrodada ascendía a la sierra de Cintas por el Cortijuelo y atravesaba El Llano.
De época muy posterior es el aljibe del Llano (siglo XVI-XVII), se llenaba con la lluvia y era para el ganado.

### Edad Media
En 1556 vivían en Benínar veinte familias moriscas, se cultivaban 138 marjales de riego, 72 fanegas de secano, 12 de viñas e higueras, 71 de olivos y, se cogía 662 arrobas de hoja de morera con las que se criaban 12 onzas de simiente de seda.
En la rebelión de los moriscos de 1568 tuvo un papel escaso. Se quemó la iglesia y no hubo matanza de cristianos viejos porque no había. El 30 de junio de 1569 el ejército cristiano del marqués de los Vélez camino de la Alpujarra acampó en el pueblo y lo saqueó al día siguiente.
En 1571, en el informe que hace Juan Rodríguez de Villafuerte Maldonado sobre los lugares de la Taha de Berja dice que "Benínar es un lugar de 20 casas en dos barrios, a dos leguas y media de la mar. Pasa por medio un río por el que se riega. No vivía en el lugar cristiano viejo. Tenía una iglesia que estaba quemada y un aljibe. No tenía molino de aceite ni horno. De impuestos pagaba 6688 maravedis de farda, 16640 de alcabala y 30000 de diezmo". En 1574 deja de pertenecer a la Taha de Berja y se añade a la de Darrícal.
Expulsados los moriscos, la repoblación se hizo con habitantes de tierras muy diversas:
Bartolomé Márquez, natural de Almonaster.
Diego de Vitoria, natural de Navarra.
Andrés Martín, natural de Almagro.
Juan Rodríguez, natural de Otero.
Juan López, de Baza.
Alonso de Coholado, de Orán.
Antón Sardo, de Cerdeña.
Alonso Merino, de Écija.
Martín Rodríguez, de Otero.
Pedro de Hoces, de Sevilla.
Juan de Baza que vino en lugar del valenciano Ginés Gambau.

### SigloXXy desaparición

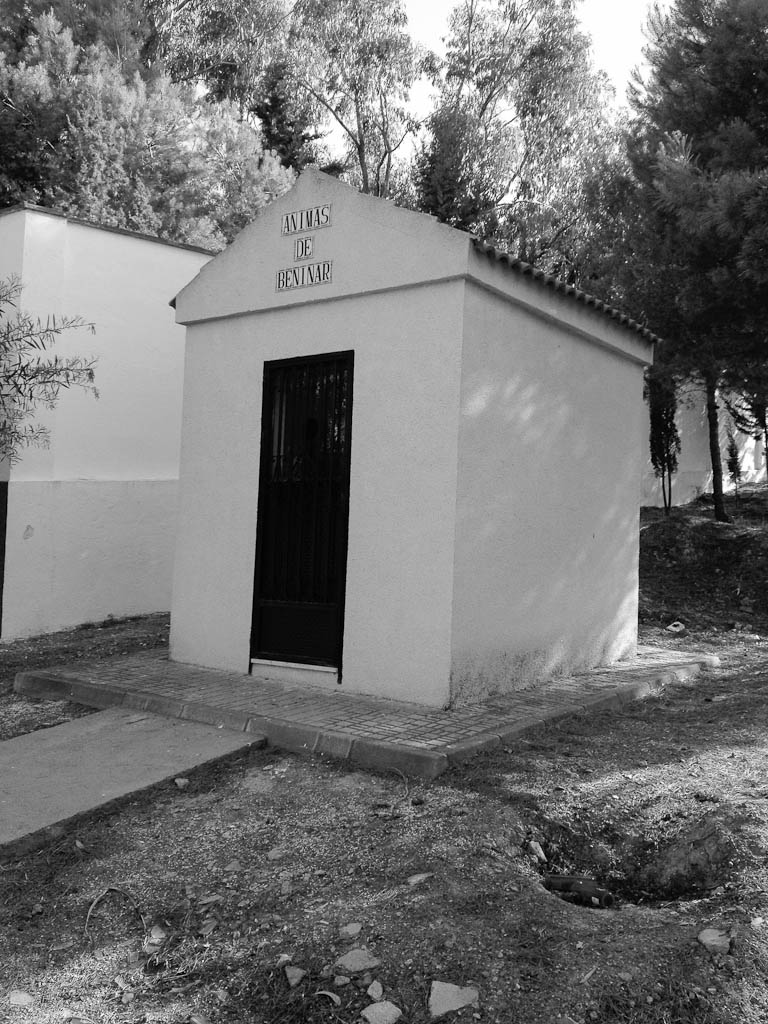
Ermita de ánimas de Benínar, uno de los pocos vestigios que quedan del pueblo

En 1958, las Cortes Franquistas aprueban la construcción de dos pantanos en la provincia de Almería: el de Benínar y el de Cuevas del Almanzora, para paliar la sequía en la provincia, inundando el primer pantano al pueblo.
El embalse comenzó a construirse a finales de los años 60. En 1973, tras unas riadas que provocaron serias inundaciones en Adra, se procedió a acelerar su construcción. Los propietarios de Benínar, así como de tierras y viviendas en Darrícal  fueron expropiados e indemnizados. Los vecinos fueron emigrando poco a poco, aunque algunos vecinos siguieron viviendo sin luz ni otros servicios en el pueblo. 
Tras otra riada en 1982, con el pantano prácticamente terminado, el nivel del agua subió 20 metros, inundando todo el pueblo, excepto la iglesia, donde los vecinos que quedaban se refugiaron. Una vez procedido al rescate, el pueblo quedó completamente vacío y se completó de inundar poco después. En 1984 se acuerda su incorporación al municipio de Berja, pasando a formar parte de ese municipio la pedanía de Hirmes y el cementerio que era lo único que quedaba del pueblo original. 

## Geografía

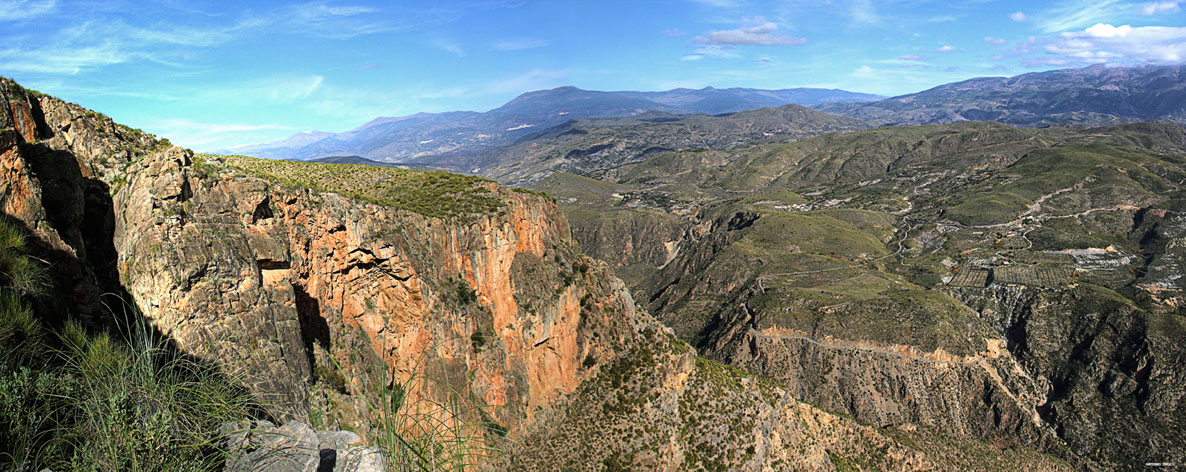
Los Tajos del Cejor

### Clima
Benínar tiene clima Mediterráneo, con temperaturas medias suaves, veranos calurosos e inviernos algo frescos. La presencia de la nieve no es habitual en Benínar, pero en cambio se observa desde el pueblo la que cae abundantemente en Sierra Nevada. La precipitación media oscila entre 300 y 400 mm de agua, aunque se alternan años muy secos con otros más lluviosos. También se caracteriza porque a veces se producen lluvias torrenciales que provocan riadas. La última riada de 1973 arrasó toda la vega de Benínar, y en la localidad cercana de La Rábita (Granada), junto a la rambla de Albuñol, provocó numerosos muertos.

## Geografía humana

### Demografía
| Gráfica de evolución demográfica de Beninar entre 1842 y 1981 |
| |
| Población de derecho según los censos de población del INE. Población de hecho según los censos de población del INE.Entre el censo de 1991 y el anterior, este municipio desaparece porque se integra en el municipio Darrícal. |

Evolución
No se dispone de información anterior a la rebelión de los moriscos. A partir de esta fecha, hasta el último censo realizado antes de la desaparición del pueblo, es la que se muestra en la tabla siguiente
| Año        | 1574 | 1594 | 1621 | 1752 | 1842 | 1860 | 1877 | 1887 | 1897 | 1900 | 1910 | 1920 | 1930 | 1940 | 1950 | 1960 | 1970 |
| ---------- | ---- | ---- | ---- | ---- | ---- | ---- | ---- | ---- | ---- | ---- | ---- | ---- | ---- | ---- | ---- | ---- | ---- |
| Vecinos    | 10   | 4    | 9    | -    | -    | -    | -    | -    | -    | -    | -    | -    | -    | -    | -    | -    | -    |
| Habitantes | 40   | 16   | 36   | 212  | 538  | 1093 | 1195 | 1065 | 965  | 984  | 930  | 960  | 953  | 800  | 666  | 599  | 594  |

Los tres primeros datos son referidos a vecinos (cabezas de familia), calculándose los habitantes aproximados tan solo multiplicando por cuatro. Los datos tabulados generan la siguiente gráfica:
Se aprecia que tras unos principios inciertos, Benínar sufre un crecimiento explosivo durante los siglos XVIII y XIX, alcanzando una población relativamente numerosa superior a los 1000 habitantes. Pero ya en el ocaso del siglo XIX y en los albores del XX se inicia el hundimiento de su población que finaliza con el éxodo masivo debido a la construcción del pantano.

## Política
Los resultados en Benínar en las últimas elecciones municipales que se celebraron elecciones municipales:
| Elecciones Municipales - Benínar (1979) | Elecciones Municipales - Benínar (1979)  | Elecciones Municipales - Benínar (1979) | Elecciones Municipales - Benínar (1979) | Elecciones Municipales - Benínar (1979) |
| Partido político                        | Partido político                         | Votos                                   | %Válidos                                | Concejales                              |
| --------------------------------------- | ---------------------------------------- | --------------------------------------- | --------------------------------------- | --------------------------------------- |
|                                         | Unión de Centro Democrático (UCD)        | 150                                     | 77,27%                                  | 6                                       |
|                                         | Partido Socialista Obrero Español (PSOE) | 43                                      | 22,28%                                  | 1                                       |

### Alcaldes
| Legislatura | Nombre                | Partido Político |
| ----------- | --------------------- | ---------------- |
| 1979-1983   | Juan Fernández Campoy | UCD              |
| 1983-1984   | José Garzón Martín    | PSOE             |

## Fiestas y costumbres populares

### Fiestas patronales de San Roque y la Virgen del Carmen
Estas fiestas se celebran todos los años los días 15 y 16 de agosto. Aunque el pueblo no existe, los benineros siguen reuniéndose en estas fechas en las proximidades del pantano para homenajear a sus patronos. Las fiestas las organizan un grupo de personas, llamadas mayordomos, y que se nombran anualmente por los mayordomos salientes.

### Moros y Cristianos
Durante las fiestas patronales, era tradicional realizar una representación de moros y cristianos. Las Relaciones de Moros y Cristianos de Benínar recuerdan la rebelión de los moriscos, acaecida entre 1568 y 1570. Los personajes de esta representación son por el bando cristiano el marqués de los Vélez, el capitán Herrera, el capitán Gualterio, el capitán Mora y el capitán León. Por el bando moro el personaje principal es Abén Humeya, acompañado por El Astrólogo y Abén Zaguer. Entre ambos bandos intervienen El Demonio y El Ángel.
La representación se realiza en dos partes, una por la mañana del día 16 y otra por la tarde del mismo día. Por la mañana ganan los moros y por la tarde ganan los cristianos, aunque finalmente ambos bandos terminan sus luchas abrazándose y reconociéndose mutuamente.
En 2009 la Asociación Plaza de Benínar ha recuperado el texto que se transmitía de padres a hijos y lo ha publicado en forma de libro gracias a la colaboración del Instituto de Estudios Almerienses, bajo el título "Relaciones de Moros y Cristianos de Benínar". El citado libro incluye algunos estudios relacionados con el marco histórico, sociológico y literario, así como con aportaciones de vivencias. La versión publicada es la actual y tiene aportaciones del poeta Bernardo Martín del Rey a finales de la década de los 50 del siglo XX.
En 2011 se ha publicado también la versión original de las Relaciones de Moros y Cristianos de Benínar datada en 1860. Esta primera versión fue escrita por la prolífica escritora Enriqueta Lozano de Vílchez mediante encargo para celebrar la victoria de las tropas españolas en la denominada "Guerra de África" (1959-1960) y además revitalizar las antiguas fiestas de moros y cristianos prohibidas por Carlos III. Parece que este texto es la base de otros muchos textos de moros y cristianos de varias localidades de la Alpujarra y otras localidades de las provincias de Granada y Almería.

## Lugares de interés

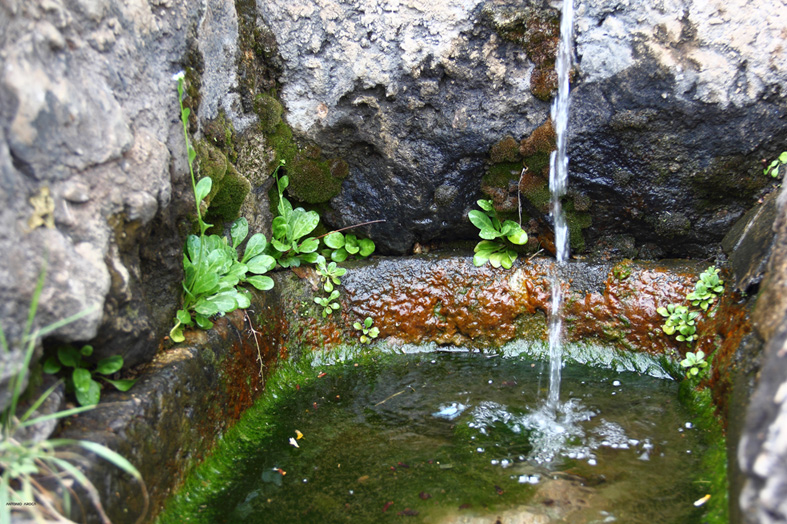
Fuente de la Cañarroa